# 横浜信用金庫
横浜信用金庫（よこはましんようきんこ、英語：The Yokohama Shinkin Bank）は、神奈川県横浜市中区に本店を置く信用金庫。通称、よこしん。

## 概要
横浜市内に本店を有する唯一の信用金庫である。営業区域では、北部は川崎信用金庫・城南信用金庫・芝信用金庫、南部は湘南信用金庫・かながわ信用金庫と競合している。

## 沿革
- 1923年（大正12年）7月 - 産業組合法に基づく有限責任神奈川県在郷軍人信用組合が設立。
- 1939年（昭和14年）4月 - 有限責任横浜信用組合に名称変更。
- 1943年（昭和18年）11月〜1950年（昭和25年）1月 - 保証責任金沢町信用組合他4信用組合と合併。
- 1951年（昭和26年）
  - 4月 - 横浜・潮田・鶴見の各信用組合が合併し、中小企業等協同組合法に基づく横浜信用組合を設立。
  - 10月 - 信用金庫法に基づき横浜信用金庫に組織変更。
- 1954年（昭和29年）4月 - 横浜市復興信用金庫と合併。
- 1957年（昭和32年）5月 - 横浜市商工信用金庫と合併。
- 1970年（昭和45年）3月 - 本店を中区尾上町に移転。
- 2009年（平成21年）10月 - 事務センターを港北区北新横浜に開設。

## 営業地区
営業地区とは、出資会員になり融資を受ける際の地域のことである。営業窓口（本支店）があるのは、横浜市・川崎市・大和市・海老名市・藤沢市・東京都町田市のみとなっている。

### 神奈川県
| - 横浜市 - 川崎市 - 横須賀市 - 鎌倉市 - 藤沢市 - 茅ヶ崎市 | - 逗子市 - 三浦市 - 相模原市 - 厚木市 - 大和市 - 海老名市 | - 座間市 - 綾瀬市 - 高座郡寒川町 - 三浦郡葉山町 - 愛甲郡愛川町 |

### 東京都
- 大田区
- 町田市

## 商品・サービス

### 《よこしん》総合口座
通帳の表紙とキャッシュカードのデザインは、1. ジェリービーンズ、2. F・マリノスの中から1つを選択できる。
それいけ!アンパンマンについては、2022年3月31日で取り扱いを終了した。

### 横浜応援定期
横浜F・マリノスと横浜DeNAベイスターズの公式戦の順位によって定期預金金利がアップするスーパー定期預金「横浜応援定期」を毎年3月1日から5月31日まで販売している。預金者1人あたり1,000万円まで預金可能である。

### 年金定期サポート350
当金庫の口座を通じて公的年金を受給している預金者限定で、定期預金金利がアップするスーパー定期預金「年金定期サポート350」を年間を通じて販売している。預金者1人あたり350万円まで預金可能である。

### 年金特典
年金の受取預金口座を指定している預金者向けに、寄席「かもめ会」と関東地方での懇親会（旅行）を行っている。

### 家族信託
2017年（平成29年）2月、高齢者が不動産などの資産管理を家族に任せることができる、家族信託の取扱いを開始した。これにより、アパート所有者が認知症になった場合でも、家族が代ってアパートローンなどの融資取引をすることも可能となるとのことである。

### 住宅ローン【離婚・相続対応型】
2018年（平成30年）4月、日本初の住宅ローンとして離婚または相続に伴って家族等に払う資金を融資する「住宅ローン【離婚・相続対応型】」を発売した。

## システム・ATM

### ATM
ATMは営業店を中心に富士通製（FACT-Vモデル10及びモデル20）を、店舗外キャッシュサービスコーナーなどの一部の拠点では日立製作所製（日立オムロンソリューションズ）を導入。営業店内のATMにおいては、硬貨の入出金が可能であるほか、視覚障害者向けのハンドセット付きもある。

### 通帳の自動繰越
2010年8月17日より、営業店のATMで総合通帳の自動繰越機能を稼動開始した。また同時に、通帳式当座勘定入金帳、普通預金専用通帳、貯蓄預金通帳、納税準備預金通帳、三科目総合口座通帳、定期預金通帳、積立定期預金通帳の取引明細を、記号から、漢字表記に変更した。

### 両替機
両替機はグローリー工業製を導入。包装硬貨を両替する場合、予め預金取引がある支店窓口で両替機専用カードの発行を受ける必要がある。紙幣から紙幣、紙幣からバラの硬貨への両替は手数料不要である。

## イメージキャラクター
イメージキャラクターは信用金庫統一イメージガールである咲坂実杏を起用している。

## グループ企業
- よこしんサプライ株式会社
- よこしんビジネスサービス株式会社
- よこしんオフィスサービス株式会社
- よこしんシステムサービス株式会社(インターネットバンキング・モバイルバンキングの取扱事務を行なっている。)
- よこしんリース株式会社